# Lüneburg
Lüneburg (dansk: Lyneborg eller Lüneborg) er en nordtysk by i nærheden af Hamburg og Lübeck ved floden Ilmenau syd for Elben i Nedersaksen. Lüneburg er hovedbyen i Lüneburger Heide (Lüneburg hede). I middelalderen var Lüneburg en vigtig handelsby og udskibningshavn for salt, der blev udvundet i miner i nærheden. Saltet blev fragtet til Lübeck og var en væsentlig forudsætning for Hanseforbundets velstand.

## Historie
I historiske kilder omtales Lüneburg for første gang i 956. I middelalderen blev byen velhavende på grund af salthandelen. Der fandtes flere saltårer i byens omgivelser og saltet blev udvundet og udført, fortrinsvis til de nordiske lande. Saltet blev transportert langs den gamle saltvej via Lauenburg til Lübeck og derfra til byer og steder omkring Østersøen. Salthandelen gjorde Lüneburg til en af de mægtigste byer i Hanseforbundet. Efter mange århundreder med rigdom og indflydelse aftog Lüneburgs betydning fra 1600-tallet. Saltminen blev lukket i 1980.
Byen er et samfærdelsknudepunkt og har både saltværk, kemisk industri, trævare- og maskinindustri, bryggeri, operahus, teatre og meget andet.
Det moderne Lüneburg har fået ny betydning ved sit universitet, som blev grundlagt i 1989.